# Jelen sika
Jelen sika, někdy jen sika (Cervus nippon) je savec z řádu sudokopytníků, čeledě jelenovitých, který byl na přelomu 19. a 20. století uměle vysazen i v Čechách. Pochází z dálného východu asijského kontinentu z Mandžuska, Japonska, Thajska, Vietnamu, Koreje a z východního Ruska.

## Poddruhy
Zoologové rozlišují celkem 14 různých poddruhů. Mezi nejznámější poddruhy patří:
- Jelen sika japonský (Cervus nippon nippon)
- Jelen sika Dybowského (Cervus nippon dybowskii)
- Jelen sika vietnamský (Cervus nippon pseudaxis)
- Jelen sika tchajwanský (Cervus nippon taioanus)

Všechny poddruhy je možné vzájemně křížit.

## Rozšíření v Čechách
Na přelomu 19. a 20. století začal být v Čechách uměle chován jelen sika japonský a jelen sika Dybowského v oborách na Plzeňsku i ve středních Čechách (první oborou vůbec byla obora Kluk u Poděbrad). Nejprve se jednalo pouze o menší skupinky chované v oborách. Od 40. let se díky tehdejším válečným událostem (poškození oplocení obor) objevil i ve volné přírodě. Ze své původní vlasti se poměrně dobře adaptoval na středoevropské životní podmínky. Vyskytuje se ponejvíce v západních Čechách a je chován v některých českých zoologických zahradách.

## Vzhled
Oproti jelenu lesnímu je sika výrazně menší a lehčí. Dospělý samec v kohoutku dosahuje maximální výšky 120 centimetrů, tělesná hmotnost se pohybuje podle poddruhu od 35 kg (sika vietnamský) do 140 kg (sika Dybowského). Letní zbarvení siků je pestré, rezavohnědé s bílými skvrnami (podobně jako u daňka), zimní srst je delší, dosti hrubá, šedohnědá až čokoládově hnědá, s nevýraznými skvrnami. Hlava je mnohem kratší a poměrně vyšší než u jelena lesního, boltce jsou menší, ocas (kelka) delší. Paroží samců je mnohem menší a méně větvené než u j. lesního, mívá maximálně 8 výsad.

## Způsob života
V přírodě sikové obývají především listnaté nebo smíšené lesy od nížin do hor. V naší přírodě dávají přednost světlým listnatým lesům a parkové krajině. Živí se především trávou, bylinami, v zimě spásají letorosty dřevin, porosty borůvky a vřesu. Kůru loupou méně než jelen lesní, značně však škodí okusem letorostů a sazenic jehličnanů. V přírodě, např. v Japonsku, sikové rádi chodí lízat sůl na mořské pobřeží. Sikové žijí v rodinných tlupách, jež tvoří nejčastěji jeden samec a několik laní s kolouchy. Pouze v období říje se zvěř sdružuje do větších stád. Říje probíhá od září do října. V říji se sikové ozývají hvízdáním a funěním. Sikové pohlavně dospívají ve věku 15 až 18 měsíců, aktivně se však říje zúčastňují pouze laně, jeleni se účastní říje nejdříve ve třetím roce života, a to pouze v místech, kde je nedostatek starších jelenů. Říji předchází tvorba říjných tlup – větších tlup holé zvěře, ke kterým se přidávají jeleni. Mezi nimi však nelze rozlišit hlavního jelena. Mezi jeleny dochází ke krutým soubojům, které kvůli málo členitému, ostrému paroží končí často vážným zraněním. Laň je březí 30-32 týdnů a v červnu rodí jednoho, výjimečně dva kolouchy. Mláďata už od čtvrtého týdne života přecházejí na zelenou potravu, matka je však příležitostně kojí až do konce roku. Dospívají ve druhém roce života a mohou se dožít až 18 let.

## Lov
Lov jelena siky japonského je prováděn podle platných právních předpisů, v současné době na základě § 1 písm. n) vyhlášky Ministerstva zemědělství č. 245/2002 Sb. ze dne 7. června 2002, která stanovuje dobu jeho lovu od 1. 8. do 15. 1. s výjimkou celoročního lovu v oboře pokud je pro něj tato obora zřízena. Koloucha siky japonské lze lovit v období 1.8. až 31.3.
Jelen, laň i kolouch jelena siky Dybowského má stanovenu dobu lovu od 16.8. do 31.12.

## Ekologické hledisko výskytu jelena siky vČesku
Z hlediska vědecké ekologie se ve volné přírodě v České republice jedná o nepůvodní introdukovaný druh, který je substituentem jiných na tomto území původních savců z čeledi jelenovitých, zejména pak jelena lesního. Nežádoucí je především křížení siky s jelenem lesním, k němuž dochází v oborách i ve volné přírodě. Kříženci jsou plodní. Podobně jako daněk skvrnitý se také sika dobře hodí pro oborní i farmové chovy. Sika není náročný na prostor a potravu, dřeviny loupe méně než jelen lesní, samci jsou však vzájemně (v některých případech i vůči člověku) velmi agresívní. V Rusku, Číně a nověji i v Evropě se sikové chovají pro panty, mladé parohy, které se jelenům odřezávají v lýčí a používají se v lékařství.

## Galerie

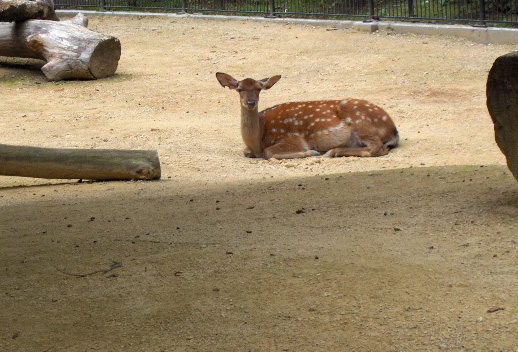
Jelen sika Dybowského (Cervus nippon dybowskii)
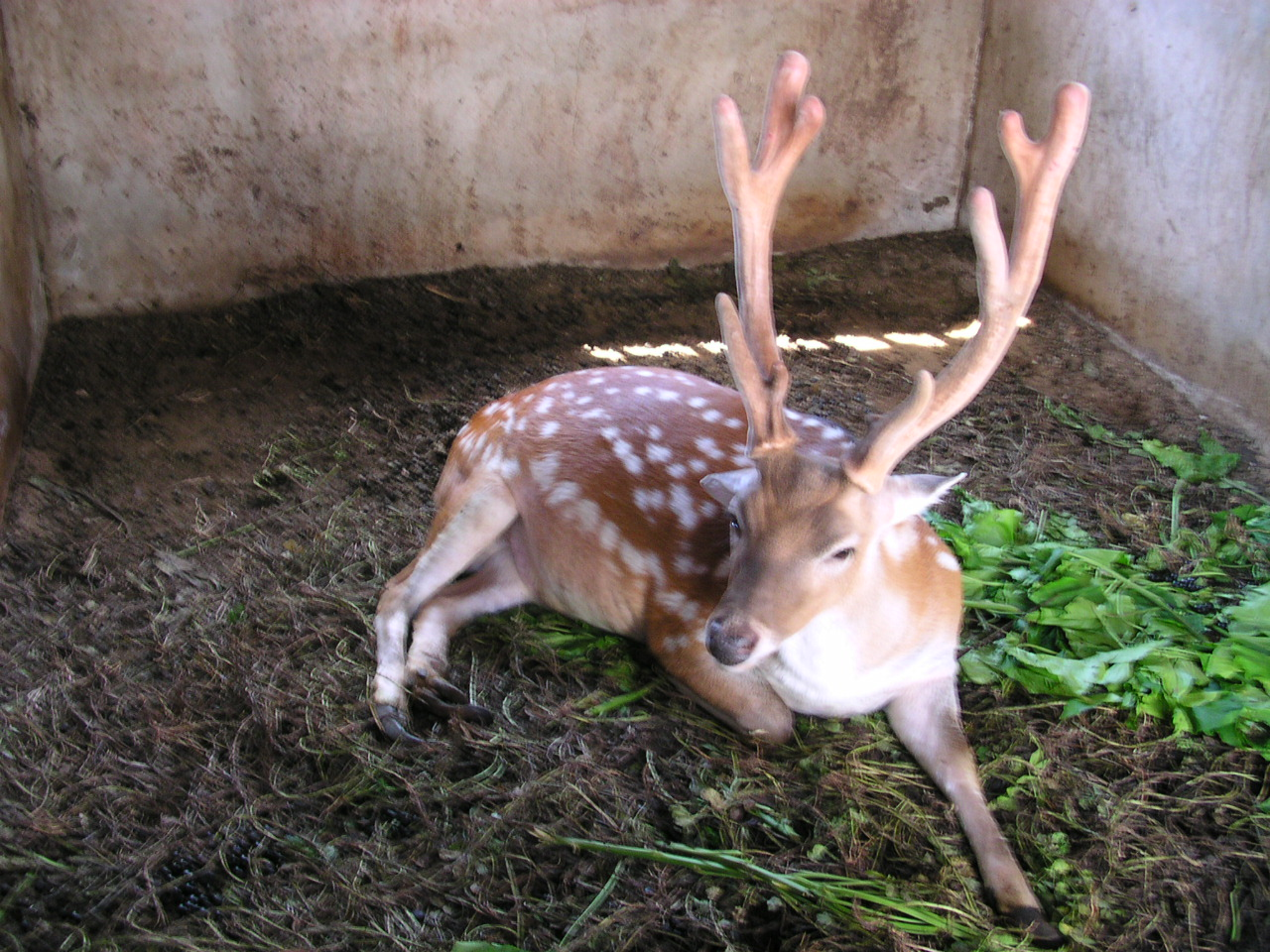
Jelen sika thajský (Cervus nippon taioanus)
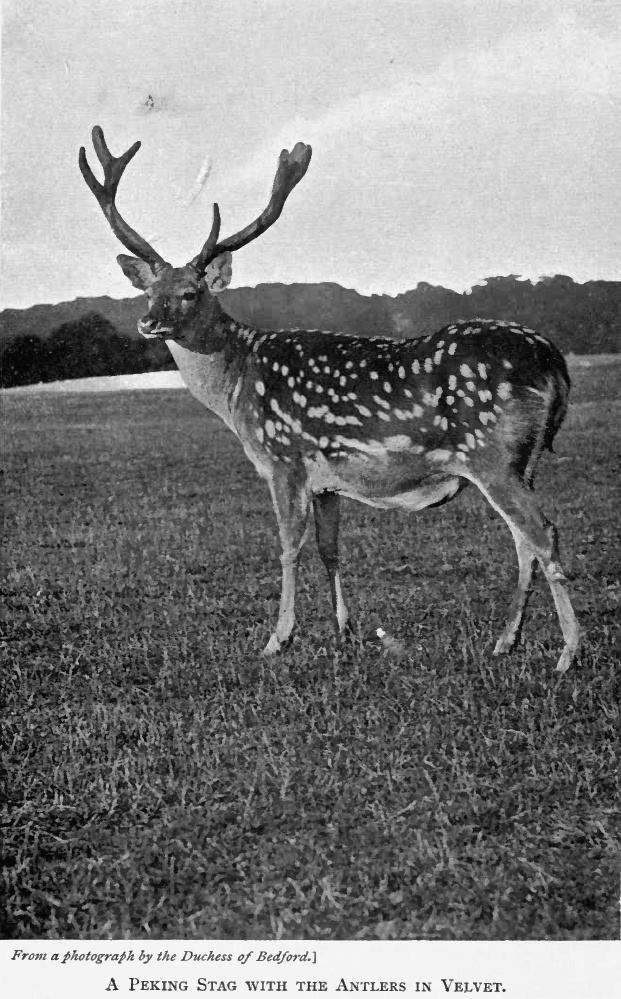
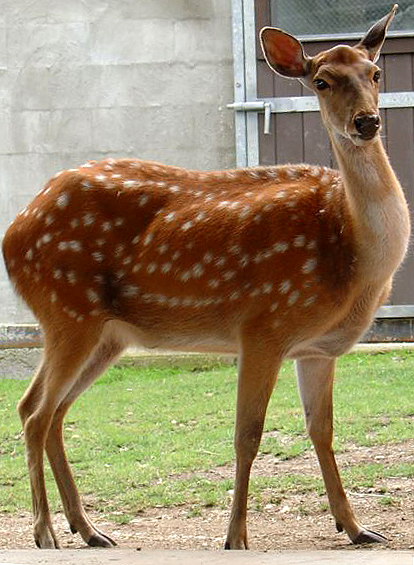
Jelen sika thajský v Cougar Mountain Zoo